# Heinrich von Freiberg
Heinrich von Freiberg (česky Jindřich z Freiberka, působil koncem 13. století, životní data nejsou známa) byl německý básník. 

## Život
Pocházel pravděpodobně ze Saska, ale působil na dvorech vysoké české šlechty. Někdy je uváděn jako Heinrich z Friberka.
Někdy po roce 1280 vytvořil ve východních Čechách pro Raimunda z Lichtenburka dokončení slavného milostného eposu Gottfrieda von Straßburg o Tristanovi a Isoldě. Jeho části využil pro české zpracování látky neznámý český básník v poslední třetině 14. století. 
Heinrich von Freiberg je kromě toho považován za autora dalších dvou německých básní. Jde o Legendu o svatém kříži (Die Legende vom heiligen Kreuz), zpracování latinské legendy o původu kříže, na němž byl ukřižován Kristus, a o Rytířskou jízdu Jana z Michalovic (Die Ritterfahrt Johanns von Michelsberg), líčící turnajové úspěchy příslušníka předního českého rodu Jana z Michalovic na turnaji v Paříži, o kterých se zmiňuje i Dalimilova kronika. Někteří literární historici jsou však přesvědčeni, že tyto dvě básně mají každá jiného autora.

## Česká vydání
- Jan z Michalovic: německá báseň třináctého věku, tiskem a nákladem L. Masaryka, Praha 1888, titul, úvod a poznámky jsou česky od Arnošta Viléma Krause.
- Rytířská jízda Jana z Michalovic, Elka Press, Praha 2005, obsahuje německý text básně podle vydání Arnošta Viléma Krause z roku 1888 a jeho české poznámky a souběžný český překlad textu, který vytvořila Marie Ryantová.